# Dimos Kropia
Dimos Kropia eller Kropia är en kommun i Grekland.   Den ligger i prefekturen Nomarchía Anatolikís Attikís och regionen Attika, i den sydöstra delen av landet, 16 km sydost om huvudstaden Aten. Antalet invånare är 30 307. Arean är 102 kvadratkilometer. Dimos Kropia gränsar till Dimos Ilioupoli.
Terrängen i Dimos Kropia är kuperad västerut, men österut är den platt.